# Dejan Čavić
Dejan Čavić (Zenica, 10. septembar 1934 — Beograd, 22. mart 2025) bio je srpski glumac, prevodilac i režiser.

## Biografija
Završio je Akademiju za pozorišnu umetnost 1955. Završio je i diplomske studije na Šekspirovom univerzitetu u Bermingamu, Stratfor na Ejvonu 1958/59, studirao anglistiku u Beogradu. 
Karijeru je započeo u Narodnom pozorištu u Sarajevu, a od 1961. do 1996. je igrao u Ateljeu 212, gde je pored glume bio i režiser, operativni direktor, pomoćnik upravnika, v.d. upravnika a učestvovao je i u realizaciji BITEF-a.
Pisao članke o pozorištu u časopisima i novinama.
Bio je profesor glume i dikcije na Akademiji umetnosti BK Univerziteta u Beogradu.
Odigrao je više od 100 uloga u pozorištu i tridesetak na filmu i televiziji.
Preminuo je 22. marta 2025. godine u Beogradu.

## Objavljene knjige
- 2009. „Upotreba glasa - od umeća govorenja ka umetnosti glume“
- 2011. „Predstava pozorišta“

## Prevodi
Preveo je dela Harolda Pintera: Rođendan (The Birthday Party, 1957), Revija (The Collection, 1961), Patuljci (The Dwarfs, 1960), Tišina (Silence, 1968).

## Režije
U Ateljeu 212:
- Rođendan – Harold Pinter

- Srećan Događaj – Slavomir Mrožek

- Ludilo udvoje – Ežen Jonesko

Za Radio Beograd – dvadesetak drama

## Filmske i televizijske uloge
| God.         | Naziv                          | Uloga                              |
| ------------ | ------------------------------ | ---------------------------------- |
| 1960-e       |                                |                                    |
| 1965.        | Inspektor                      | komandir milicije                  |
| 1967.        | Arsenik i stare čipke          |                                    |
| 1967.        | Smoki (TV serija)              |                                    |
| 1967.        | Pusti snovi                    | prevodilac                         |
| 1968.        | Ledeno ljeto                   |                                    |
| 1969.        | Neobavezno (dokumentarni film) |                                    |
| 1970-e       |                                |                                    |
| 1971.        | Ceo život za godinu dana       | upravnik doma za stare             |
| 1972.        | Paljenje Rajhstaga             |                                    |
| 1972.        | Rozenbergovi ne smeju da umru  | Juliusov prijatelj                 |
| 1973.        | Kralj Ibi                      |                                    |
| 1975.        | Svedoci optužbe                |                                    |
| 1976.        | Poseta stare dame              | Hanke                              |
| 1977.        | Marija Magdalena (TV)          | sudski stražar 1                   |
| 1977.        | Babino unuče (TV serija)       | očuh                               |
| 1978.        | Povratak otpisanih (TV serija) | Pilot                              |
| 1980-e       |                                |                                    |
| 1981.        | Svetozar Marković (TV serija)  |                                    |
| 1983.        | Licem u lice u Napulju         | Ivan Šubašić, predsednik kr. vlade |
| 1983.        | Korespondencija (TV)           | Baron                              |
| 1985.        | Priče iz bečke šume            |                                    |
| 1985.        | Tajna Laze Lazarevića          | sudski veštak                      |
| 1987.        | Bekstvo iz Sobibora            |                                    |
| 1988.        | Roman o Londonu                | ginekolog                          |
| 1987 - 1988. | Bolji život                    | islednik                           |
| 1989.        | Čudo u Šarganu                 | Manojlo                            |
| 1990-e       |                                |                                    |
| 1990.        | Sapore di morte                |                                    |
| 1994.        | Teatar u Srba                  |                                    |
| 2000-e       |                                |                                    |
| 2001.        | Otac                           |                                    |
| 2003.        | Il papa buono                  |                                    |

## Uloge u pozorištu
- Hamlet, Oberon, Marko Antonije (Vilijem Šekspir)

- Poručnik (Balada o poručniku i Marjutki. Kreft)

- Renc (Šarena lopta, Torkar)

- Marik (Pobuna na Kejnu, Herman Vouk)

- Van Dorn (Mladost pred sudom, Timajer)

- Mik (Nastojnik, Harold Pinter)

- Marsel (Afera, Krištof Jacek Kozak)

- Marko Antonije (Julije Cezar, Verih i Voskovic)

- Tedi (Povratak, Harold Pinter)

- Ričard, Džejms (Ljubavnik & Revija, Harold Pinter)

- Žak Ru (Progon i ubistvo Mara Sada kako ga prikazuje glumačka grupa iz Šarantona, Piter Vajs)

- Ritmajster (Priče iz Bečke šume, Horvat)

- Radž (Sledeći put ću vam to otpevati, Sanders)

- Soul (Veza, Džek Gelber)

- On (Ludilo, Ežen Jonesko)

## Nagrade
- Vanredna Sterijina nagrada – za kulturu scenskog govora

## Spoljašnje veze
- Dejan Čavić на веб-сајту  (језик: енглески)
- Predstavljanje knjiga Dejana Čavića
- Iskustvo Dejana Čavića („Blic“ 6. avgust 2011.) Архивирано на веб-сајту  (19. децембар 2013)